# Włodzimierz Mejsak
Włodzimierz Mejsak (ur. 7 marca 1945 w Warszawie) – polski skoczek do wody, olimpijczyk z 1968 z Meksyku.
Zawodnik Legii Warszawa. Mistrz Polski w skokach z wieży w latach 1962 i 1968.
Uczestnik mistrzostw Europy w roku 1966, podczas których zajął 6. miejsce w skokach z wieży.
Na igrzyskach olimpijskich w 1968 wystartował w konkursie skoków z wieży. Zajmując 13. miejsce odpadł w eliminacjach.
Po igrzyskach olimpijskich w 1968 roku nie wrócił z polską ekipą do kraju. Osiadł w Kanadzie, gdzie kontynuował karierę sportową zdobywając tytuł mistrza Kanady w skokach z wieży w latach 1969–1971.